# Eurydinotomorpha petiolatus
Eurydinotomorpha petiolatus is een vliesvleugelig insect uit de familie Pteromalidae. De wetenschappelijke naam is voor het eerst geldig gepubliceerd in 1973 door Boucek.